# Austrocedrus chilensis
Austrocedrus chilensis je stálezelený dvoudomý strom z Jižní Ameriky, jediný druh rodu Austrocedrus z čeledi cypřišovitých. Roste na západní i východní straně And, na jihu Chile a Argentiny. Je endemitem tamních horských lesů a nespojitě se vyskytuje v izolovaných populacích v pásu dlouhém přes 1200 km. Jeho rodové jméno Austrocedrus znamená "jižní cedr" a druhové jméno chilensis značí "chilský", pojmenování však není vystižné, neboť asi 80 % všech jedinců roste v Argentině.

## Ekologie
Roste ve vlhkých oblastech s téměř pravidelnými dešti, období bez srážek tam nebývá delší než měsíc, roční průměr je obvykle okolo 800 mm. Pouze na místech ve srážkovém stínu nemusí pršet i po tři měsíce, srážky jsou pak více soustředěny do zimních měsíců. Stromy svými přírůstky citlivě reagují na množství vlhkosti a lze z jejích letokruhů vyčíst množství deště v oblasti Patagonie za staletí nazpět. Vyrůstá ve strmých svazích, kde široce rozprostřené kořeny pomáhají stabilizovat kamenité svahy, stejně jako v močálovité krajině kolem jezer. Je schopen prosperovat na různých půdách, od mělkých jílovitých až po hluboké, vulkanického původu.
Rozmnožuje se semeny, která je nutno vystavit studené stratifikaci po dobu 30 až 90 dnů (možno i v chladničce). Stromy jsou dlouhověké, nejstarší vzorky jeho dřeva jsou staré asi 850 let.

## Popis
Strom s rovným kmenem o průměru 1 až 2 m dorůstá do výšky téměř 20 m. V mládí má korunu štíhlou, kuželovitou a ve stáří plochou, široce rozloženou. Větve jsou krátké a rozkladitě odstávající, kůra kmene je šedá až červenavě hnědá a v proužcích odlupčivá. Střídavě nebo vstřícně vyrůstající listy jsou šupinovité a dvoutvaré, rostou ve čtyřech řadách, jsou střechovitě uspořádané a zespod mají průduchy. Střední listy jsou tupé, shora mají nenápadnou žlázku a zespod bělavé pruhy, postranní jsou delší a tlustější, na konci dovnitř zakřivené a mají špičatý vrcholek.
Jsou to stromy dvoudomé, samčí mají šištice velmi drobné, kulovitého nebo válcovitého tvaru rostoucí jednotlivě na koncích větviček, pyl mají zralý v říjnu či listopadu. Samičí šištice jsou oválné, 1 až 1,5 cm dlouhé, vyrůstají jednotlivě na krátkých postranních větvičkách samičích stromů, mají dva nestejně velké páry plodných šupin a zráním se jejich barva mění ze zelené do hnědé. Po zdařilém opylení větrem se v únoru až březnu vyvinou čtyři drobná semena s nestejně velkými křidélky.

## Využití
Dřevo je pro svou odolnost vůči vlhku užíváno pro telefonní sloupy, podpěry na vinicích, stavební dřevo, venkovní obklady i k výrobě nábytku a řezbářství. Jádro má světle hnědé až žlutavé, běl bílou a texturu jemně mramorovanou. Suché dřevo je poměrně lehké (0,45 g/cm³) a dobře se opracovává.

## Ohrožení
Za posledních zhruba 50 let se plochy, na kterých Austrocedrus chilensis roste, zmenšily. Je to dáno hlavně nelegálním kácením a účelovými požáry, při kterých jsou horské lesy přetvářeny na pastviny. Lesy jsou také devastovány spásáním volně se pohybujících stád domácích zvířat i divoce žijícími býložravci, kteří jsou z pastvin do lesů vytlačováni vzrůstajícím množstvím chovaných domácích zvířat.
V posledním půlstoletí jsou stromy na vlhčích místech postihovány nemoci kořenů způsobenou houbou Phytophthora austrocedrae, která má za následek vadnutí a opadávání listů a celkově malé přírůstky. Na druhé straně jsou však stromy v Argentině i Chile nově vysazovány a celkově populace druhu Austrocedrus chilensis nemá podle IUCN klesající trend.

## Galerie

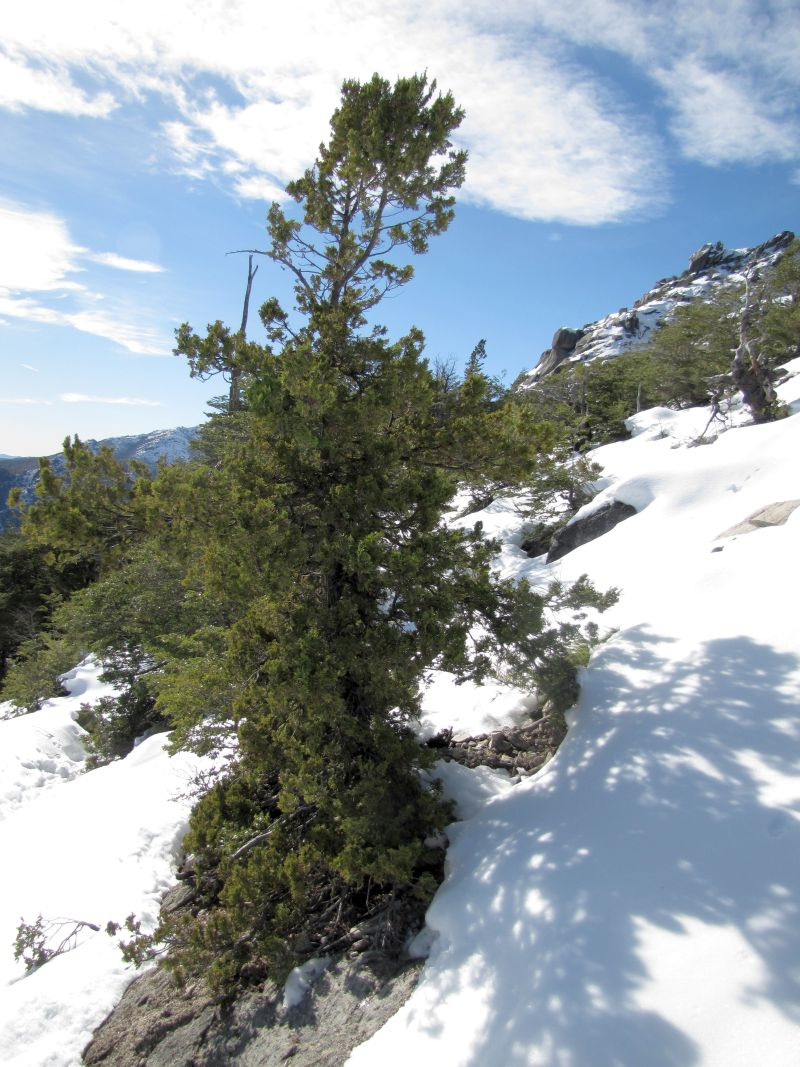
Typické stanoviště
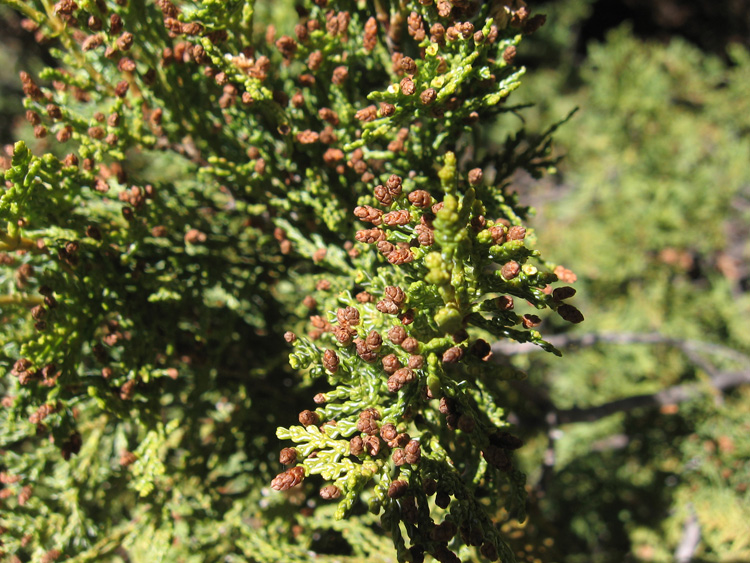
Zrající šišky
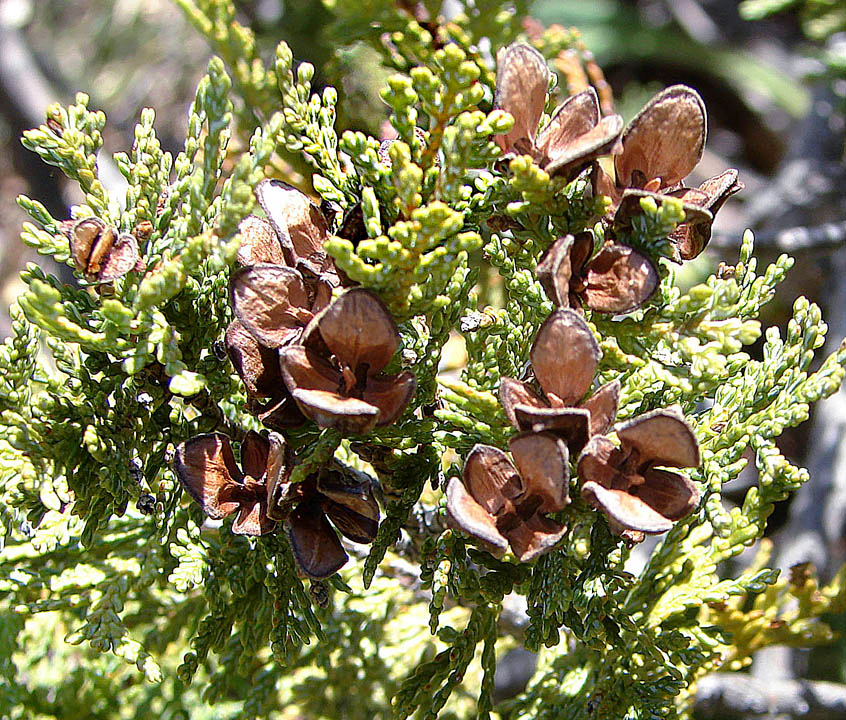
Vysemeněné šišky